# Peter Nansen
Peter Nansen, född den 20 januari 1861 i Köpenhamn, död den 31 juli 1918 i Mariager, var en dansk författare och förlagsman. Han var sonson till M.L. Nathanson och var gift med Betty Nansen.
Nansen slog sig på tidningsmannayrket strax efter sin studentexamen 1879 och ingick som medarbetare i Politiken, då den uppsattes hösten 1884. Han gjorde sig  känd som en skicklig kåsör och en elegant, ofta ironisk stilist, vars kvicka, hänsynslösa och smidiga artiklar blev förebild för yngre tidningsmän. 
I bokform offentliggjorde han novellerna Unge Mennesker (1883), Et Hjem (1891), Fra Rusaaret (1892; "Student" 1907), Julie's Dagbog (1893), Maria (1894) och Guds Fred (1895) samt teaterstyckena Judiths Ægteskab (1898) och Troskabsprøven (1899). Nansens Samlede Skrifter utkom 1908-1909. Därefter utgav han romanen Brødrene Menthe (1915), novellerna Livets Lyst (1917), berättelsen Hendes elskede (1918), Eventyr om smaa og store (samma år) och Portrætter (samma år). 
Som författare odlade Nansens den erotiska salongs- och budoarnovellistiken, med väsentligen franska förebilder, men här och där dämpad med en smula lantsentimentalitet. År 1896 inträdde han i styrelsen för Gyldendalske boghandel och har som litterär chef för detta stora förlag ett stort inflytande på den danska litteraturen under denna tid. År 1916 frånträdde han sin plats hos Gyldendal.